# Unterrothorn
L'Unterrothorn est une montagne du canton du Valais, en Suisse, culminant à 3 102 mètres d'altitude et surplombant la station de Zermatt, à environ 5 km à l’est.

## Panorama
Le panorama, hormis le mont Cervin, comprend la Dent Blanche, le mont Rose, le Weisshorn et le massif des Mischabels.

## Activités

### Remontées mécaniques
Le sommet est accessible depuis Zermatt, soit par un funiculaire souterrain, le métro, qui rejoint ses contreforts Sunnegga et Blauherd, suivi d’un télécabine, soit respectivement par un téléphérique, ou depuis le lieu-dit Kumme par un télésiège.
Au sommet se trouvent un petit restaurant jouxtant le lieu d’arrivée ainsi qu’une petite station météorologique. Aussi le Unterrothorn est accessible été comme hiver pour le tourisme.

### Domaine skiable
L'Unterrothorn constitue le point culminant du domaine skiable Zermatt-Rothorn. De nombreuses pistes de ski de difficultés variables descendent jusqu’à la station.

### Alpinisme
C’est également un point de départ pour des tours de haute montagne en direction des sommets Rimpfischhorn, Strahlhorn, Cima di Jazzi ainsi que l'Oberrothorn (3 414 m).